# Дифракція електронів

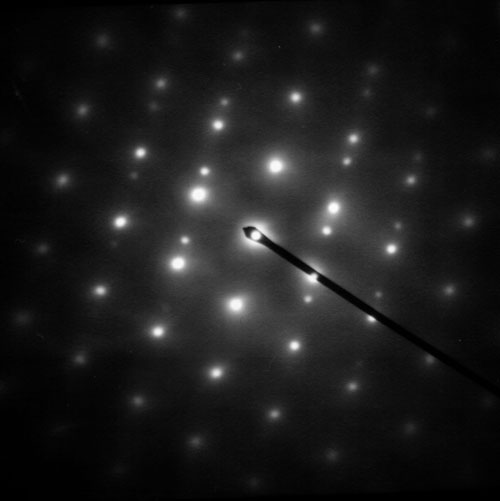
Дифракційна картина виділеної області подвійного кристала аустеніту в шматку сталі

Дифракція електронів або електронна дифракція — явище непрямолінійного розповсюдження електронів і огинання ними перешкод, що виникає завдяки їхній хвильовій природі.

## Хвильова природа електрона
Гіпотеза про те, що електрон, і, загалом, усі частинки, мають водночас хвильові властивості було висловлене Луї де Бройлем (дивіться Корпускулярно-хвильовий дуалізм). Довжина хвилі електрона за де Бройлем дорівнює
{\displaystyle \lambda ={\frac {\hbar }{mv}}},
де {\displaystyle \lambda } — довжина хвилі, {\displaystyle \hbar } — зведена стала Планка, m — маса електрона, v — його швидкість.
Якщо швидкість електрона зумовлена прискоренням у електричному полі із потенціалом U, то довжина хвилі оцінюється формулою
{\displaystyle \lambda ={\frac {\hbar }{\sqrt {2meU}}}},
де e — заряд електрона.
При потенціалі 150 В довжина хвилі електрона становить 0,1 нм, тобто приблизно дорівнює типовому розміру атома. Електромагнінті хвилі такої ж довжини належать до рентгенівського діапазону.
Таким чином, електрон проявляє свої хвильові властивості лише при огинанні перешкод атомних розмірів.
В інших аспектрах дифракція електронів цілком аналогічна дифракції хвиль будь-якої природи.
Корпускулярно-хвильовий дуалізм електрону може бути пояснений на простому прикладі. Уявіть що ви поклали кульку, яка не змочується водою, на поверхню води. Вода прогнеться під вагою кульки, формуючи статичну хвилю. Уявіть що така кулька пропускається через дві щілини дифракційної решітки. Кулька пройде через одну щілину, але її хвиля пройде через обидві щілини, зінтерферує сама з собою і вплине на траєкторію кульки. Так само електрони є частинками, які створюють напругу у електричному полі, формуючи навколо себе статичну хвилю, яка є співмірна з розмірами електрону. Саме ця хвиля і створює інтерференційну картину.

## Експериментальне підтвердження
Експериментально явище дифракції електронів було підтверджене в 1927 році Девіссоном і Джермером і, незалежно, Томсоном. В 1937 році Девісон і Томсон отримали Нобелівську премію з фізики за це відкриття.
Томсон отримав інтерференційну картину, пропускаючи пучок електрона через металічну фольгу, а Девісон і Джермер використовували кристали.
Відкриття дифракції електронів стало вирішальним підтвердженням гіпотези де Бройля і встановило хвильову природу електрона.

## Дифракція електронів у кристалах

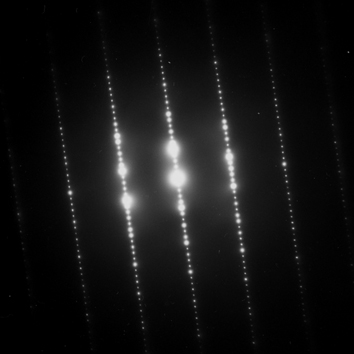
Типова дифракційна картина, отримана в ТЕМ

Кожен атом перідичної ґратки кристалу є розсіювачем електронів. Період кристалічної ґратки приблизно дорівнює довжині хвилі електрона, прискореного в електричному полі з напругою порядка 50-100 В. Дифракція відбувається за виконання умови Вульфа — Бреґґа (докладніше Бреґґівська дифракція).
Електронна дифракція, як і у випадку дифракції рентгенівських променів може проводитися на монокристалах або полікристалічних зразках. При дифракції на монокристалах (дифракція Лауе) утворена дифракційна картина складається із окремих світлих точок, що визначаються напрямками, в яких виконується умова Вульфа — Бреґґа. Розташування цих точок на площині дозволяє визначити період і індекси Міллера відповідних кристалічних площин, а, отже, відтворити ґратку кристала.
При дифракції на полікристалічних зразках (дифракція Дебая) покладаються на те, що серед численних кристалічних зерен завжди знайдеться таке, для якого виконуватиметься умова Вульфа — Бреґґа. Дифракційні картини утворюються у вигляді концентричних кілець, радіуси яких дозволяють вирахувати період кристалічної ґратки й індекси Міллера.

## Використання
Електронна дифракція використовується поряд із дифракцією рентгенівських променів і дифракцією нейтронів для структурного аналізу. Електронні мікроскопи зазвичай мають режим, в якому можливо спостерігати дифракцію електронів на кристалічній ґратці. Перевагою електронної дифракції в порівнянні з рентгенівською є нижчі напруги й коротший час, за який дифракційна картина фіксується на фотоплівці.
Недоліком є необхідність виготовлення зразків із товщиною меншою за 100 нм, що є дуже клопіткою роботою.